# Jeanne-Baptiste d’Albert de Luynes
Jeanne-Baptiste d’Albert de Luynes, röviden Jeanne de Luynes hercegnő (Párizs, 1670. január 18. – Párizs, 1736. november 18.), francia arisztokrata hölgy, a d’Albert de Luynes házból származó hercegnő, házassága révén a piemonti Verrua grófnéja. 1688–1700 között II. Viktor Amadé savoyai herceg hivatalos ágyasaként befolyásolta a Savoyai állam politikáját. Párizsba hazatérve palotákat épített, irodalmi szalont vitt, gazdag könyv- és műgyűjteményt halmozott fel. Viktor Amadétól született gyermekeit apjuk 1701-ben törvényesítette, leánya a Savoya–Carignano-ház hercegéhez ment feleségül, egyenes ági leszármazottai 1831-től a Szárd Királyság, 1860-tól az Olasz Királyság uralkodói lettek.

## Élete

### Származása
Párizsban, az Hôtel de Luynes palotában született. 
Apja Louis-Charles d’Albert (1620–1690), Luynes 2. hercege volt, XIII. Lajos király keresztfia, Charles d’Albert őrgrófnak (1578–1621, Luynes 1. hercegének, XIII. Lajos kegyencének és a Rohan családból való Marie de Rohan-Montbazon hercegnőnek (1600–1679), Hercule de Rohan herceg (1568–1654) első házasságából való leányának, a későbbi Chevreuse hercegnének legidősebb fia.
Anyja Louis-Charles herceg második felesége, Anne de Rohan-Montbazon hercegnő (1640–1684) volt, Hercule de Rohan hercegnek (1568–1654) és második feleségének, Marie d’Avaugour grófkisasszonynak (1610–1657) leánya, Marie de Rohan-Montbazon hercegnő (1600–1679) féltestvére, Jeanne apjának, Louis-Charles d’Albert de Luynes-nak apai nagynénje. (Jeanne szülei 1661-ban házasodtak össze. Anyja, Anne de Rohan-Montbazon az unokaöccséhez, azaz saját féltestvérének, Marie de Rohan-Montbazonnak fiához ment feleségül. Jeanne tehát Marie de Rohan-Montbazon hercegnőnek unokája és egyben unokahúga is volt.) Szülei nyolc közös gyermekének sorában Jeanne született ötödikként.
Apjának első házasságából, amelyet Louise Marie Séguier d’O márkinővel (1624–1651) kötött, Jeanne-nak hat féltestvére született, közülük négyen érték meg a felnőttkort, köztük Charles-Honoré d’Albert de Luynes (1646–1712), aki 1667-ben XIV. Lajos pénzügyminiszterének, Jean-Baptiste Colbert-nek legidősebb leányát, Jeanne-Marie Colbert-t vette feleségül. Apósa, Colbert egyben Charles-Honoré herceg nővérének, Jeanne-Baptiste hercegnőnek keresztapja is volt. 
Jeanne-t a párizsi Saint-Sulpice-templomban keresztelték meg, a keresztapaságra féltestvérének, Charles-Honorénak apósát, Colbert pénzügyminisztert kérték fel, innen kapta keresztneveit. Tizenhárom éves koráig az előkelő párizsi Port-Royal apátságban nevelkedett.

### Házassága

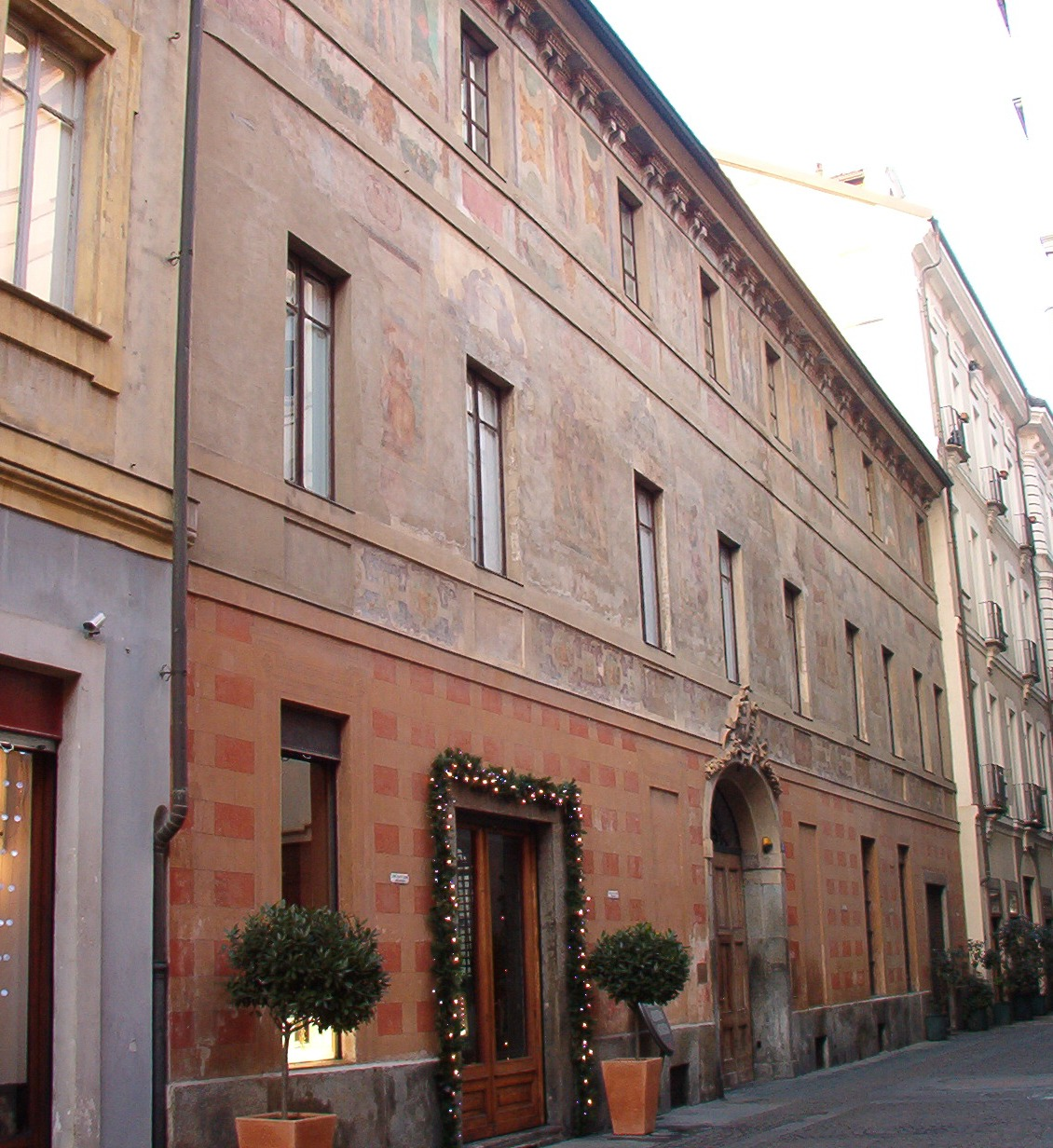
A torinói Palazzo Scaglia di Verrua

Tizenhárom és fél éves korában, 1683. augusztus 25-én családja feleségül adta Augusto Giuseppe Ignazio Scaglia (franciául: Joseph-Ignace Scaglia) piemonti diplomatához, Verrua (franciásan Verrue) grófjához, dragonyos ezredeshez, aki a korabeli leírások szerint „jóképű, gazdag és becsületes fiatalember” volt. Anyja udvarhölgy volt a savoyai hercegné udvartartásában. Jeanne Párizsból átköltözött Torinóba, a Savoyai állam (États de Savoie) fővárosába. 1684-ben bemutatták az újdonsült savoyai hercegnének, a szintén francia Orléans-i Anna Máriának (XIV. Lajos király unokahúgának). A fiatal házaspár a Via Stampatori 4. alatt található Palazzo Scaglia di Verrua grófi palotába költözött.
A házasság jól indult, a fiatal grófné a következő években négy gyermeket szült férjének:
- Anna Maria Angelica Scaglia (1684–1745), apátnő
- Vittorio Amedeo Scaglia (1686–1707);
- Maria Anna Scaglia (1687–1745), apátnő
- Carlo Augusto Scaglia (1688–1706).

### Savoya hercegének szeretője

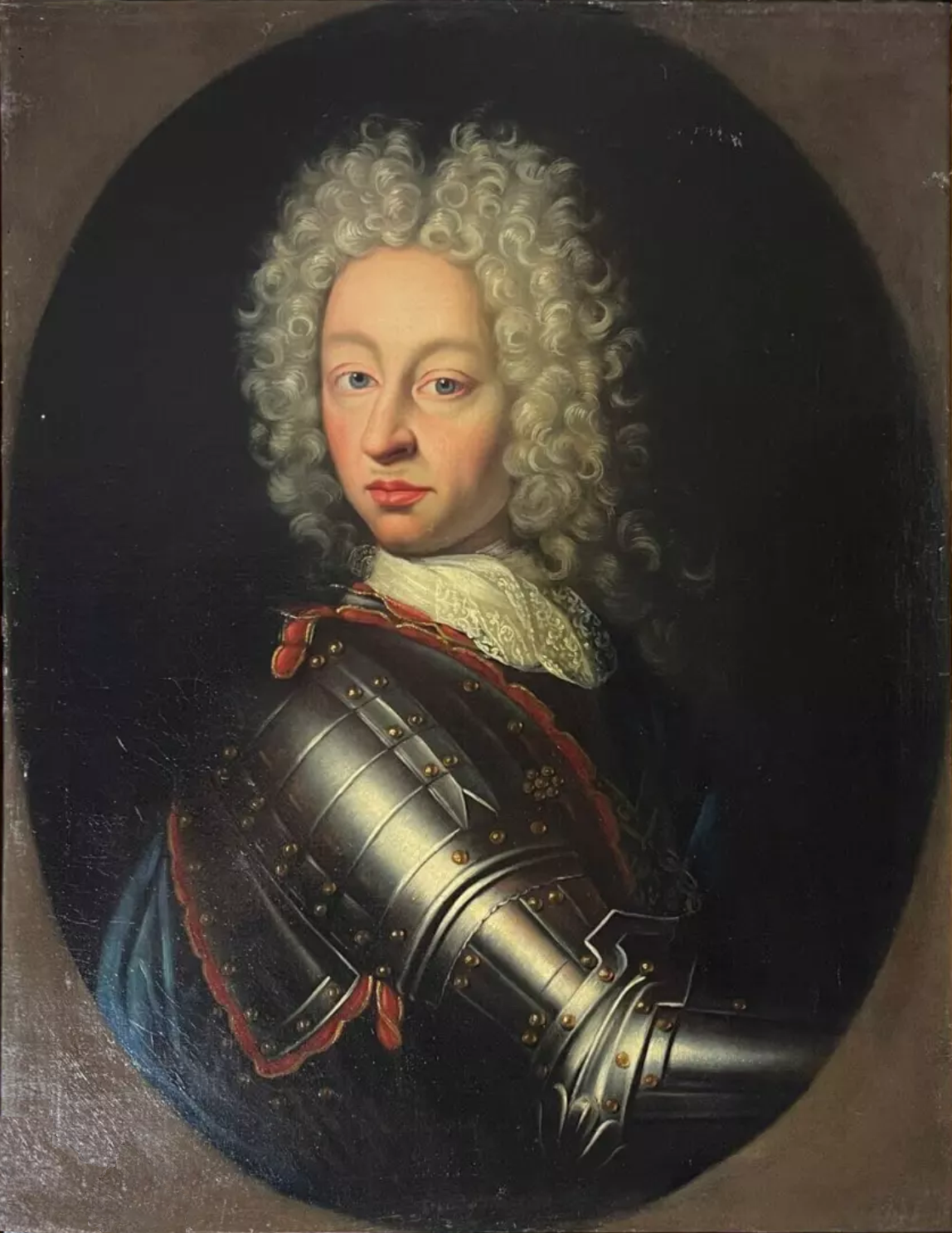
II. Viktor Amadé, Savoya hercege

Amikor az ifjú Verrua grófnét bemutatták a torinói hercegi udvarban (1683), II. Viktor Amadé, Savoya és Piemont hercege azonnal felfigyelt rá. Szándékainak rögtöni megvalósítását azonban késleltette a tény, hogy a fiatalasszony a következő néhány évben sűrűn volt várandós. Az uralkodó számára újabb nehézséget okozott, hogy 1684. április 10-én politikai okokból feleségül vette a Jeanne-nal egyidős Anna Mária orléans-i hercegnőt (1669–1728), Orléans-i Fülöp hercegnek, XIV. Lajos öccsének leányát, a király unokahúgát. A Savoyai Hercegség a Francia Királyság katonai szövetségese volt, a piemonti udvarban erőteljes francia lobbi működött, Viktor Amadénak sokáig tekintettel kellett lennie nagy hatalmú apósa erkölcsi elvárásainak.
A szigorú erkölcsök szerint nevelt grófné sokáig visszautasította a vérmes természetű herceg közeledését. Férjénél és annak családjánál nem talált támogatást. Saját férje, Verrua grófja és anyósa, az özvegy Verrua anyagrófné is arra biztatta, engedjen a király vágyainak, hogy ezzel segítse a Verrua család felemelkedését. Ugyanerre igyekezett rávenni őt a Verrua család gyóntatópapja is, aki az Isten kegyelméből uralkodó herceg engedelmes szolgálatára szólította fel Jeanne grófnét. Saint-Simon emlékiratai szerint Jeanne apjától, De Luynes hercegtől is segítséget kért, aki azonban – uralkodója, XIV. Lajos kívánságát közvetítve – szintén arra bátorította, hogy váljék Savoya hercegének kvázi-hivatalos kegyencnőjévé, így segítse saját uralkodójának, a francia királynak politikai törekvéseit a Savoyai Hercegségben.
Jeanne de Verrua grófné végül 1688 körül engedett a herceg közeledésének, és az uralkodó hivatalos kegyencnője lett. Egy évtizeden át tartó viszony alakult ki közöttük. Jeanne-nak a hercegtől két, házasságon kívüli gyermeke született, akiket apjuk 1701. május 14-én törvényesített és hercegi rangra emelt, annak ellenére, hogy anyjuk 1700 végén kalandos utakon hazaszökött Franciaországba: 
- Maria Vittoria Francesca di Savoia (Marie-Victoire-Françoise de Savoie, 1690–1766), Susa kisasszonya, aki 1714-ben unokafivéréhez, Savoyai Viktor Amadé-hoz (1690–1741), Carignano harmadik hercegéhez ment feleségül. Utódaik, a Savoya–Carignano-ház tagjai 1831-től a Szárd Királyság, 1860 után az Olasz Királyság uralkodói lettek.
- Vittorio Francesco Filippo di Savoia (Victor François Philippe de Savoie, 1694–1762), Susa őrgrófja (marchese di Susa), aki 1760-ban Maria Lucrezia Franchi di Ponte Chianale-t vette feleségül.

### Szerepe a hercegség politikájában
A herceghez fűződő intim viszonya révén Jeanne de Verrua grófné politikai befolyásra tett tett szert a piemonti udvarnál. A Savoyai Állam (Savoya, Piemont, Genova és Nizza) a Francia Királyság és a Habsburg-érdekkör (Spanyol Királyság és Habsburg Birodalom érdekszféráinak határán feküdt. Savoya hercege hagyományosan a Német-római Császárság hűbérese volt, de mindig jó politikai és dinasztikus kapcsolatokat ápolt hatalmas nyugati szomszédjával, Franciaországgal. Jeanne de Verrua grófné, született de Luynes hercegnő igyekezett a francia politikai befolyást erősíteni. Vitatott, hogy a komoly politikai döntésekben milyen mértékben tudta érvényesíteni befolyását Viktor Amadéra, aki határozott és szuverén egyéniség volt, politikai és katonai lépéseit körültekintően megtervezte, terveit titokban tartotta, ellenfeleit ravasz húzásaival bizonytalanságban tartotta, emiatt „Savoya rókájának” nevezték.
Jeanne aktív szerepét bizonyítottnak látják egy dinasztikus házasság összehozásában: René de Froulay de Tessé gróffal, Franciaország marsalljával, XIV. Lajos torinói nagykövetével karöltve 1696-ban kezdeményezte, hogy Viktor Amadé herceg és Orléans-i Anna Mária hercegné legidősebb leányát, az ekkor 11 éves Mária Adelheid savoyai hercegnőt (1685–1712) jegyezzék el az ekkor 14 éves Lajos francia királyi herceggel (1682–1712), Burgundia hercegével, XIV. Lajos király unokájával. Az eljegyzést megelőzte a pfalzi örökösödési háború 1988-as kitörése. A háború harmadik évében, 1690-ben Savoya hercege a Habsburgok oldalán belépett az augsburgi ligába és XIV. Lajos francia király ellen fordult. Nem tudjuk, Jeanne megkísérelte-e befolyását érvényesíteni az átállás ellen. Valószínű azonban, hogy „Savoya rókája” régóta készült e stratégiai fontosságú döntésre. Az ekkor kirobbant savoyai–francia konfliktusban Savoya hercege vereséget szenvedett, országát megszállták a franciák. A herceget a torinói szerződés megkötésére kényszerítették (1696. augusztus 29.), ennek része volt a dinasztikus eljegyzés. Ebből a házasságból, melyet ténylegesen 1697-ben (a menyasszony 12 éves korában) kötöttek meg, született 1710-ben Lajos, Anjou hercege, XIV. Lajos dédunokája, a későbbi XV. Lajos francia király.
A franciáktól elszenvedett vereségek és megszállás nyomán a piemonti udvarban és a nép körében nőtt a gyűlölet a „francia szajha” ellen, aki manipulálja az uralkodót, és palotájában hatalmas műkincsvagyont halmoz fel. Saint-Simon emlékiratai szerint Jeanne de Verrua grófnét ellenfelei a háború éveiben megpróbálták megmérgezni. Életét az mentette meg, hogy a herceg orvosa (vagy a herceg francia feleségének orvosa) hatásos ellenszert szerzett számára. Később Jeanne magával vitte Franciaországba ezt a gyógyszert (vagy annak receptjét), és 1712-ben, amikor a francia királyi család tagjait súlyos kanyarófertőzés sújtotta, Verrua grófné gyógyuláshoz segítette a gyermek Anjou herceget, a jövendő XV. Lajos királyt.

### Szökése Párizsba
Közelebbről nem ismert okokból 1700. október 4-én Verrua grófnéja megszökött Torinóból, és a Nyugati-Alpokon átkelve, kalandos utakon eljutott Franciaországba. Viktor Amadétól született gyermekeit hátrahagyta Piemontban. Az uralkodóhoz fűződő viszonya feltehetően megromlott, a herceg figyeltette a grófnét. A szökés megszervezésében, az őrök kijátszásában Jeanne-nak segítségére volt féltestvére, Charles de Luynes, Colbert francia pénzügyminiszter veje, aki az 1696-os hadjárat után érkezett Genovába, majd Torinóba. Itt adósságokat halmozott fel, és nővérével együtt szintén menekülnie kellett. 
A Luynes testvérek 1701 elején, a spanyol örökösödési háború kitörésének előestéjén megérkeztek Párizsba, és nagynénjük apátságában találtak menedéket, a rue du Cherche-Midin. A következő három évben Jeanne de Verrua grófné – férjének kívánságára – a zárda vendégeként, visszavonultan élt Párizsban. 1701 júliusában kitört a spanyol örökösödési háború, amelyben Savoya hercege ismét Franciaország ellenségeivel lépett szövetségre. 1704. augusztus 13-án Jeanne férje, Giuseppe Ignazio Scaglia, Verrua grófja, a savoyai hadsereg tisztje elesett a höchstädti csatában. Az özvegy grófné jelentős vagyont örökölt, elhagyta a zárdát és visszatért a francia királyi udvarba.
Madame de Verrua (franciásan Verrue) grófnét szívélyesen fogadták az udvarnál. Bizalmas barátságot alakított ki IV. Louis Henri de Bourbon-Condéval, Bourbon hercegével (1692–1740) és a herceg anyjával, Louise-Françoise de Bourbonnal (1673-1743), XIV. Lajos francia király és Madame de Montespan törvényesített leányával, III. Condé herceg özvegyével. A Napkirály halála (1715) után Bourbon hercege lett a gyermek XV. Lajos mellett működő régenstanács elnöke.

### Gazdag özvegységben
Jeanne de Verrue, akit emlékirataiban Saint-Simon az „excentrikus grófnénak” nevezett, ismét megjelent a főúri társasági életben. Nagyvilági életet élt. Szerelembe esett Jean-Baptiste Glucq-kal  (1674–1748), a kor gazdag gobelingyárosával és -kereskedőjével, a híres műgyűjtőjével és mecénásával, akit nemrégiben emeltek Saint-Port bárójának rangjára. Saint-Simon állítása szerint titokban össze is házasodtak, de erre nincs bizonyíték. 
Évente, amikor a királyi udvar Fontainebleau-ban időzött, Verrue grófné a közeli Seine-Port-ban, a Szajna-parti Sainte-Assise kastélyban, mely Glucq tulajdona volt. A grófné gyakran időzött Condé-en-Brie-ben is, a az ottani Condé-kastélyban, egy másik intim jóbarátjánál, a költő–diplomata Jean-François Leriget de La Faye (1674–1731) márkinál. A grófné nagy barátja volt az irodalomnak és a szépművészeteknek. Nagy szalont tartott, ahová Franciaország válogatott költőit, íróit és filozófusait hívta meg. Voltaire-t különösen kedvelte, személyes jóbarátságot ápolt vele.

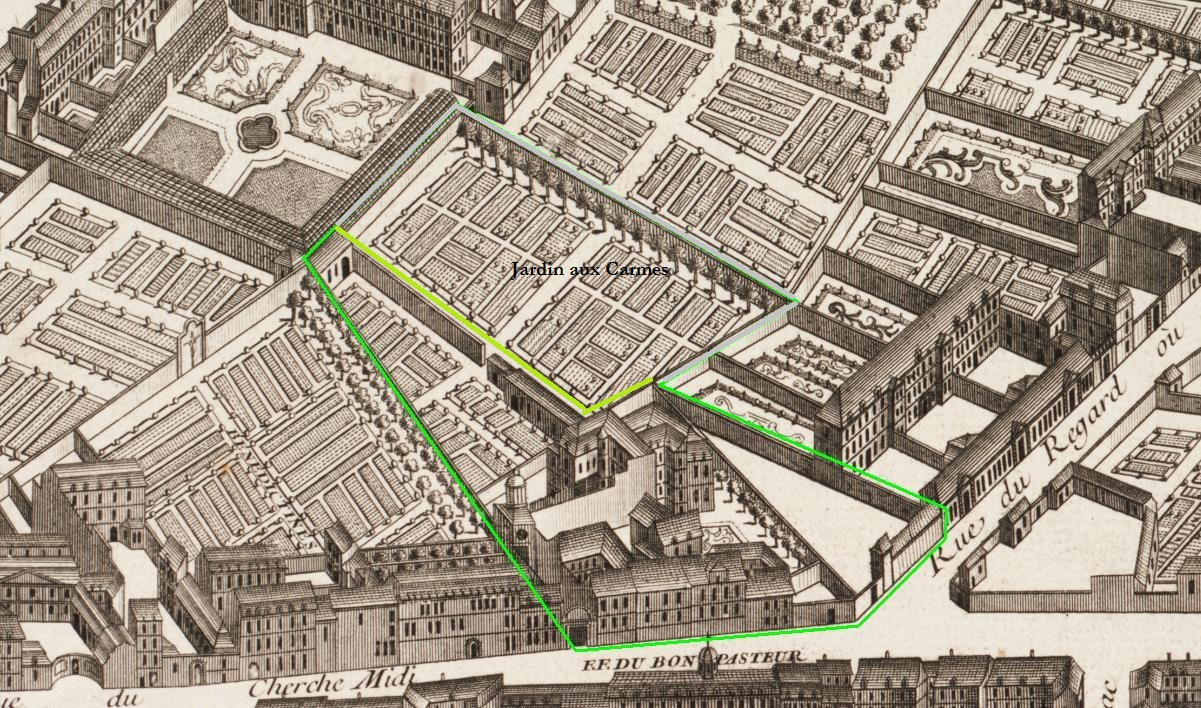
Verrua grófné párizsi palotájának környezete, Turgot várostérképén („plan de Turgot”, 18. század eleje)

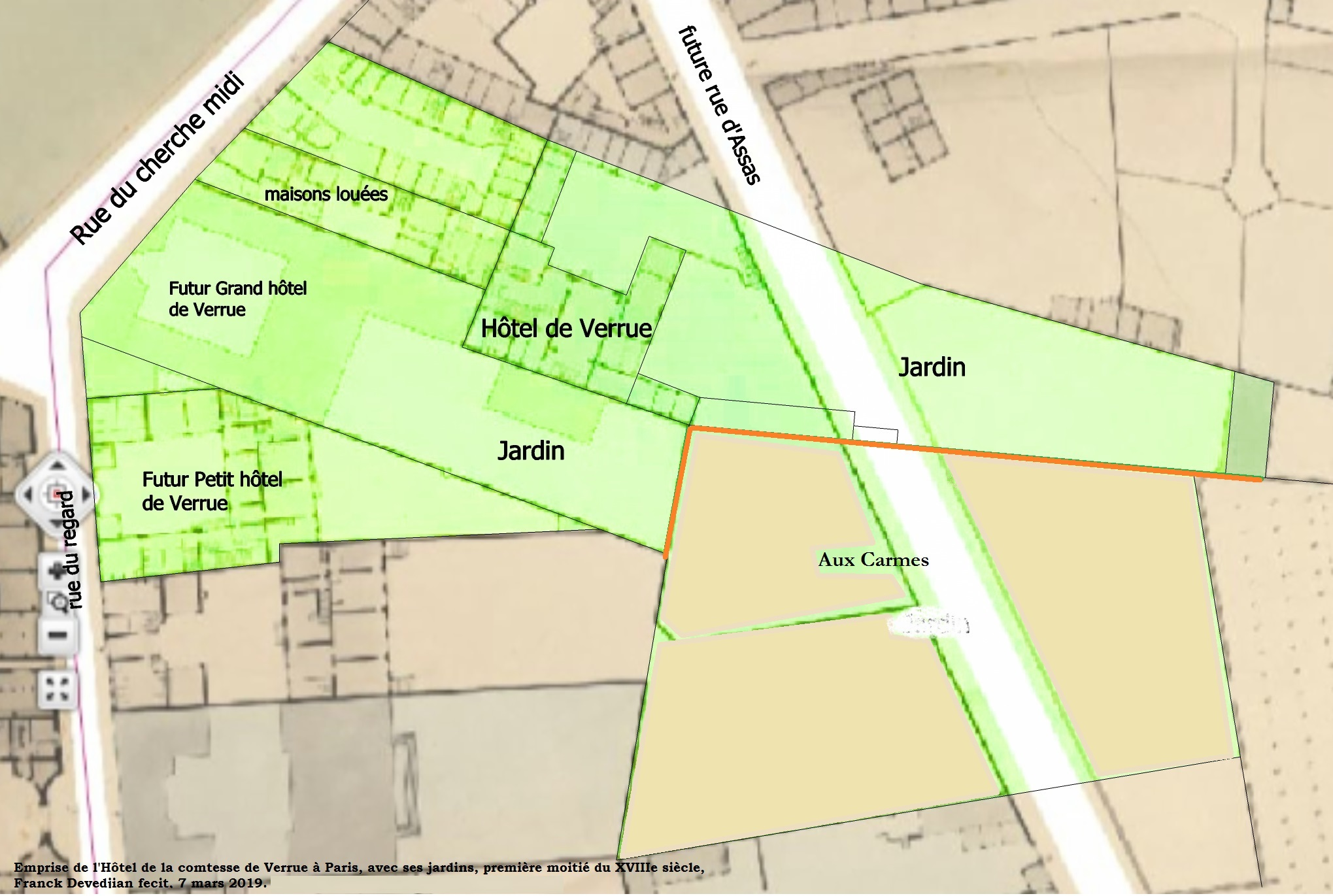
Plan de l'Hôtel de la comtesse de Verrue à Paris, première moitié du 18. század. Nota : la grande parcelle du "jardin" située en bas à droite n'est peut être pas dans la propriété de la comtesse mais au couvent des Carmes déchaussés

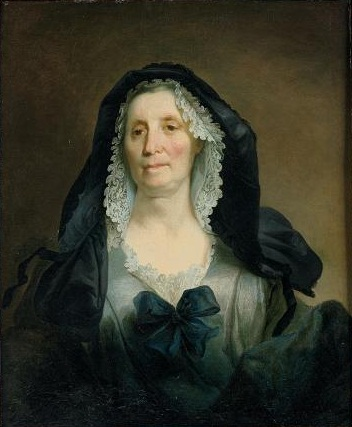
Az özvegy grófné (1720, Hyacinthe Rigaud iskolája)

1712 februárjára az idős XIV. Lajos királynak már a fia, Lajos, a Nagy Trónörökös és unokája, Lajos, a Kis Trónörökös és annak felesége, Savoyai Mária Adelheid hercegné is halott volt, és három (szintén Lajos nevű) fiú dédunokája közül is már csak ketten éltek. 1712-ben a kanyaró elvitte a két élő dédunoka közül a másodikat, Lajos bretagne-i herceget (1707–1712) is. Az utolsó, a legkisebb dédunoka, a kétesztendős Lajos, Anjou hercege is megkapta a fertőzést. 
Verrua grófné az Itáliából hozott gyógyszert átadta Charlotte de La Mothe-Houdancourt-nak (1654–1744), azaz Madame de Ventadour hercegnének, a királyi gyermekek nevelőjének, aki odaadóan ápolta a betegeket és erélyesen igyekezett betartatni a karantén szabályait. 
Madame de Ventadournak sikerült megmentenie a kanyaróban szenvedő, kétesztendős Lajost, Anjou hercegének, XIV. Lajos legfiatalabb dédunokájának életét, ezzel megmentve a Bourbon-ház trónöröklését. Anjou hercege egyedüliként túlélte a fertőzést, így 1715-ben dédapjának örököseként ő lett XV. Lajos néven Franciaország királya. A kortársak úgy tartották, szerencsés kigyógyulásában része lehetett a Jeanne de Verrua grófnétól kapott orvosságnak, emiatt a fiatal király hálával és bizalommal fordult a grófné felé, és udvartartásának tagjává fogadta.
Az özvegy grófné folyamatosan növelni tudta vagyonát a John Law által bevezetett pénzügyi rendszer spekulatív kihasználása révén. 1719-ben két új városi palota (hôtel) tervezését és építését rendelte meg. A két ikerpalota a rue du Cherche-Midi és a rue du Regard utcákra tekintett (a mai Párizs 6. és 15. kerületeinek találkozásánál). A tervezést és építést Victor Dailly építész végezte. A kiterjedt épületkomplexumból napjainkra csak a rue du Regard 1. számú ház maradt meg, a többit lebontották, helyére új paloták épültek. Maga a grófné az Hôtel d’Aubeterre palotában lakott, ezt egy nagy galériával kibővítette, hogy műkincsei kiállításához több helye legyen. Az épületben ma a párizsi Alkalmazott Művészetek Múzeuma található. A mai Hôtel de Verrue palotát a rue d’Assas 8. szám alatt már utódai építették 1740-ben, a grófné halála után.
Jeanne-Baptiste d’Albert de Luynes hercegnő, Verrue „excentrikus grófnéja” 1736-ban hunyt el Párizsban, 66 éves korában.

## Verrue grófné műgyűjteményei
A grófné igen jelentős magángyűjteményt birtokolt, neves mesterek festményeit, nagyértékű műtárgyakat és bútorokat. Számolatlanul költötte a pénzt metszetek, ékszerek, drágakövek, értékes pénzérmék, kárpitok, arany edények és szelencék, drága ruhák vásárlására. Drágakő-gyűjteménye 8000 darabot számlált. Hogy gyűjteményének helyet biztosítson, 1713. július 12-én házat vásárolt Meudonban, de már 1713. július 27-én megbízta Pierre-Nicolas Delespine építészt, hogy a szomszédos telken újabb házat építésen számára Jean-Baptiste-Alexandre Leblond tervei alapján. Ahogy „tárhelye” bővült, úgy rendelt újabb és újabb táblaképeket Nicolas Lancret-től, Alexis Grimou-tól, David Teniers-től, Antoine Watteau-tól és korának más jónevű festőitől. Jeanne de Verrua grófné birtokában volt Van Dyck híres portréja I. Károly angol királyról (ma a Louvre-ban látható).
A legnagyobb hírnévet azonban legendás könyvgyűjteményével szerezte. Verrue grófnéja a kor egyik legnagyobb magánkönyvtárát mondhatta magáénak. Hatalmas könyvtártermeket alakított ki palotáiban (Párizsban és Meudonban), melyek nagy ablakokon át kapták a természetes megvilágítást. Az intarziás könyvszekrényeket a király műbútor-asztalosa, André-Charles Boulle készítette. Kortárs feljegyzések szerint a Verrue-könyvtár mintegy 18 000 kötetet tartalmazott. A Párizsban őrzött állományt a grófné halála után, 1737-ben Gabriel Martin könyvtáros egy 3000 címet tartalmazó katalógusba foglalta, ezt az állományt felszámolták. A nagyobbik rész megmaradt a meudoni kastélyban, ezt a Verrue-örökösök, d’Aumont hercege és hercegnéje további gyarapította, és fokozatosan beolvasztották a hercegi könyvtárba. Később d’Aumont-ház örököse, Villeroy hercege vette át, tőle kobozta el az állam a forradalom során.

## Emlékezete
- Alexandre Dumas La Maison de Savoie című regényének harmadik kötete 1863-ban Franciaországban La dame de volupté (kb. „A gyönyör hölgye”), majd később, 1864-ben Les deux reines („A két királyné”)  címmel jelent meg, a történet Jeanne d’Albert de Luynes-nek, Verrue grófnéjának „emlékiratai” formájában íródott.
- Jacques Tournier író 1984-ben kiadott Jeanne de Luynes, comtesse de Verue című regénye Verrua grófné és a savoyai herceg románcáról szól.
- 1990-ben mutatták be Axel Corti rendező A király ágyasa (La putain du roi) című francia filmjét, mely Jacques Tournier regényéből készült. Főszereplői Timothy Dalton (Viktor Amadé „király”) és Valeria Golino (Jeanne de Luynes).
- André Gilbertas. La Contessa. Autobiographie imaginaire de la Comtesse de Verrue (francia nyelven). Atelier Comp’Act (2004)
- Manche megyében, Saint-Vaast-la-Hougue községben utca viseli a grófné nevét, arra emlékezve, hogy az utcát Verrua grófnéja teremtette meg, amikor a régi házakat felvásárolta, lebontatta és egységes stílusban új házsorokat építtetett a helyükre.